# Czesław Witkowski
Czesław Witkowski (ur. 27 czerwca 1934 w Sadkach, zm. 11 lutego 2012 w Pile) – polski ślusarz i polityk, poseł na Sejm PRL IX kadencji.

## Życiorys
Syn Józefa i Franciszki. Od 1952 był ślusarzem w Zakładach Naprawczych Taboru Kolejowego „Piła” w Pile. Do Polskiej Zjednoczonej Partii Robotniczej wstąpił w 1963. W 1969 skończył zaoczne technikum kolejowe w Bydgoszczy. Od 1970 mistrz produkcji w zakładach „Piła”. Był I sekretarzem oddziałowej organizacji partyjnej PZPR, a od stycznia 1985 sekretarzem Komitetu Zakładowego PZPR w swoim zakładzie pracy. Wieloletni członek związków zawodowych i działacz Patriotycznego Ruchu Odrodzenia Narodowego. W latach 1985–1989 pełnił mandat posła na Sejm PRL IX kadencji z okręgu Piła. W parlamencie pracował w Komisji Transportu, Żeglugi i Łączności.
Otrzymał Krzyż Kawalerski Orderu Odrodzenia Polski. Pochowany na cmentarzu komunalnym w Pile.